# Wiener Aktionismus
Als Wiener Aktionismus wird eine Bewegung der modernen Kunst bezeichnet, in der von 1962 bis 1970 eine Gruppe Wiener Künstler das Konzept der amerikanischen Happening- und Fluxus-Kunst aufgriff und auf provokante Weise umsetzte. Der Begriff wurde 1969 von Peter Weibel, einem engen Freund der Aktionisten, geprägt. Die Protagonisten dieser Kunstrichtung waren Günter Brus, Otto Muehl, Hermann Nitsch und Rudolf Schwarzkogler.

## Geschichte
Nach dem Zweiten Weltkrieg entstand eine Malerei, die nichts bereits Vorhandenes darstellen wollte. Es entstand eine „Kunst, um die Kunst zu verlassen“. Die Spezialisierung und Wirkungslosigkeit der modernen Kunst der 1950er Jahre veranlasste viele Künstler dazu, eine völlig andere Richtung einzuschlagen. Durch das Brechen von Tabus wollten die Künstler eine nur am Konsum orientierte Gesellschaft provozieren.
Dergestalt wandte sich der Wiener Aktionismus gegen repressive gesellschaftliche Zustände und suchte bewusst die Konfrontation mit staatlicher und kirchlicher Autorität. Über drastische Ausdrucksweisen und aggressive Tabuverletzung sollten einerseits Mechanismen offener und vor allem versteckter (unterdrückter) Grausamkeit und Perversion in der bürgerlichen Gesellschaft dargestellt werden, andererseits sollte ebendiese Gesellschaft damit schockiert werden – was auch gelang. Besondere Berühmtheit erlangten die Wiener Aktionisten durch die Aktion Kunst und Revolution von Brus, Muehl und Oswald Wiener vom 7. Juni 1968 (von den Medien als „Uni-Ferkelei“ bezeichnet), die eine Anklage aller Beteiligten nach sich zog.
Nach 1970 trennten sich die künstlerischen Wege der Gruppe. Muehl und Nitsch machen zwar sporadisch noch Aktionskunst, die allerdings nicht mehr als Wiener Aktionismus bezeichnet wird.
Der Wiener Aktionismus steht in Verbindung zur Wiener Gruppe und anderen Wiener Intellektuellen und Künstlern jener Zeit, wie Valie Export, Adolf Frohner, Kurt Kren, Gerhard Rühm, Alfons Schilling, Peter Weibel, Oswald Wiener und Otmar Bauer. Der Wiener Aktionismus entwickelte sich allerdings sehr isoliert vom internationalen Kulturgeschehen, da Wien kulturell am Rande lag und die Mehrheit der Bevölkerung mit Entsetzen auf die Radikalität der Aktionen reagierte.
Wolfgang Flatz gehört zu den Künstlern, in deren Werk ein Einfluss des Wiener Aktionismus deutlich zu erkennen ist.
Im Februar 2024 wurde das private Wiener Aktionismus Museum (WAM) eröffnet. Es ist von mehreren Sammlungspersönlichkeiten gegründet worden, um dem Wiener Aktionismus als wichtigste österreichische Kunstrichtung nach 1945 die entsprechende Aufmerksamkeit und Plattform zu bieten. Das WAM greift dabei auf die weltweite größte (Privat-)Sammlung zum Wiener Aktionismus zurück.